# Cacyparis tenuipalpis
Cacyparis tenuipalpis är en fjärilsart som beskrevs av Pieter Cornelius Tobias Snellen 1880. Cacyparis tenuipalpis ingår i släktet Cacyparis och familjen trågspinnare. Inga underarter finns listade i Catalogue of Life.